# Tesco-busz (Hajdúszoboszló)
A hajdúszoboszlói Tesco jelzésű autóbusz az Autóbusz-állomás és a helyi Tesco áruház között közlekedett. Az ingyenes bevásárlójáratot az Észak-magyarországi Közlekedési Központ Zrt. (ÉMKK Zrt.) üzemeltette.

## Története
2017. január 1-től nem közlekedik.

## Útvonala
| Tesco felé                                                                                              | Autóbusz-állomás felé                                                                                   |
| --- | --- |
| Autóbusz-állomás vá. – Fürdő utca – Debreceni út – Szilfákalja – Dózsa György út – Kabai út – Tesco vá. | Tesco vá. – Kabai őt – Dózsa György út – Szilfákalja – Debreceni út – Fürdő utca – Autóbusz-állomás vá. |

## Megállóhelyei
| 0  | Autóbusz-állomás végállomás | 10 | 1, 1A, 3, 6 |
| 2  | Szabadság szálló            | 8  | 1, 6        |
| 5  | Hősök tere                  | 5  | 1, 6        |
| 10 | Tesco végállomás            | 0  |             |